# Oeverloopkevers
Oeverloopkevers (Elaphrus) zijn een geslacht van kevers uit de familie loopkevers (Carabidae). Er zijn veertig verschillende soorten waarvan een klein aantal voorkomt in België en Nederland.
Oeverloopkevers hebben een typisch loopkeverachtige lichaamsbouw: een ovale lichaamsvorm met grote ogen en lange, sprieterige poten. De kevers zijn te onderscheiden van alle andere loopkevers door de karakteristieke putjes op de dekschilden die vaak een afwijkende kleur hebben.
Oeverloopkevers komen voor in Europa, Azië en delen van Noord-Amerika. Het zijn bewoners van vochtige gebieden: vrijwel altijd worden ze langs het water aangetroffen. Veel soorten leven in moerassen en langs oevers van rivieren. In België en Nederland komen vijf soorten voor.
Oeverloopkevers zijn rovers die jagen op kleine ongewervelden zoals insecten en wormen. De kevers zijn in het bezit van relatief grote kaken en hebben grote, uitpuilende ogen. Het zijn zichtjagers die zich bij slecht weer niet laten zien maar bij zonnig weer foerageren. De kevers zijn zeer snel als ze opgewarmd zijn door de zon. Veel soorten kunnen vliegen; soms zijn de vleugels gedegenereerd. De roofzuchtige larven zijn wormachtig en donker van kleur. De larven leven in de strooisellaag op de bodem. De belangrijkste vijanden zijn andere roofinsecten en kleine gewervelde dieren zoals de spitsmuis.

## Naam
De kevers danken hun Nederlandstalige naam aan het biotoop dat bestaat uit de oevers van zoete wateren. Ook in andere talen slaat de naam soms op de biotoop zoals het Duitse Uferläufer (oeverloper) ook worden ze in het Duits Raschkäfer (snelle kevers) genoemd. In de Zweedse taal worden de kevers groplöpare genoemd, wat 'putjeskevers' betekent en slaat op de vele kleine putjes op de dekschilden.
Andere kevers die langs de oever leven hebben eveneens vaak 'oever' in de naam zoals de oeverloper of oeverloopkever (Nebria brevicollis), die echter tot een ander geslacht behoort.
De wetenschappelijke naam Elaphrus werd voor het eerst geldig gepubliceerd in 1775 door Johann Christian Fabricius. De geslachtsnaam Elaphrus is afgeleid van het Oudgriekse woord ἐλαφρός (elaphros). Dit betekent vrij vertaald 'behendig' of 'lenig'.

## Verspreiding en habitat

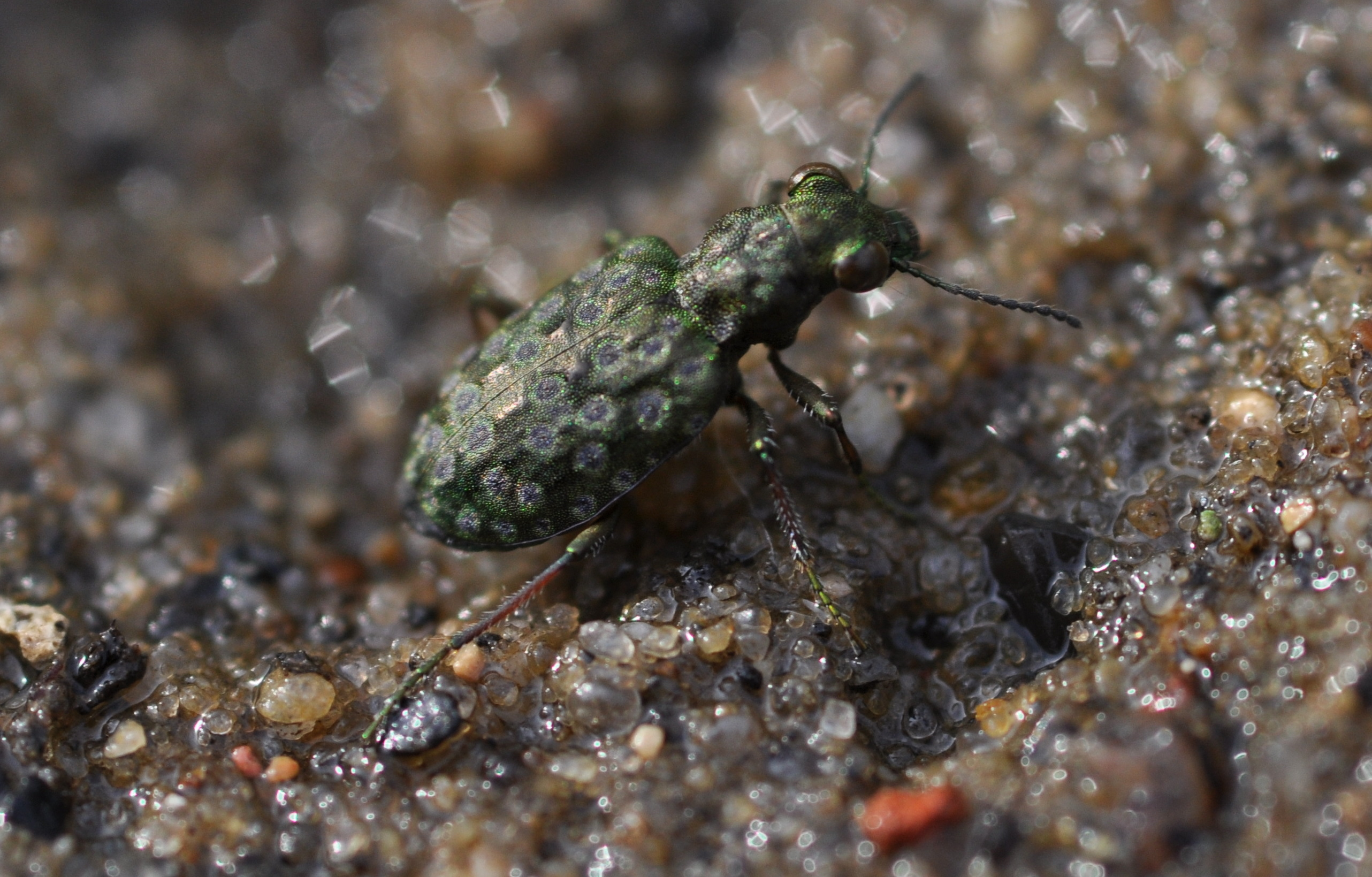
Gewone oeverloopkever (Elaphrus riparius) op nat zand in de natuurlijke habitat in Hamburg, Duitsland.

Wereldwijd komen er veertig soorten voor waarvan ongeveer twintig in het Palearctisch gebied en elf in Europa. Oeverloopkevers zijn bewoners van vochtige gebieden en veel soorten leven langs oevers van zoete wateren of in moerassen. Van een aantal soorten is ook bekend dat ze langs zeestranden voorkomen.
Sommige soorten komen binnen Europa erg noordelijk voor zoals de soort Elaphrus lapponicus. Deze oeverloopkever is te vinden in delen van Scandinavië en noordelijk Rusland. Het zuidelijkste deel van het areaal bevindt zich in Groot-Brittannië.
De koperkleurige oeverloopkever en de gewone oeverloopkever komen nog noordelijker voor tot ver boven de noordpoolcirkel. Deze soorten leven ook veel zuidelijker tot in noordelijk Italië. De verspreidingsgebieden verschillen in België en Nederland per soort; sommige soorten zijn heel algemeen en andere juist vrij zeldzaam. In Nederland komen vijf soorten oeverloopkevers voor. Hiervan wordt de soort Elaphrus ullrichii beschouwd als uitgestorven. Deze soort komt wel voor in delen van centraal- en noordwestelijk Duitsland. De soort Elaphrus ullrichii was alleen waargenomen in oostelijke delen van Nederland. De laatste keer dat de kever werd aangetroffen was in 1979 bij de rivier Dinkel nabij Denekamp. Uit België is deze kever helemaal niet bekend.
De soort Elaphrus aureus komt in Nederland alleen in Twente, de Achterhoek en het zuiden van Limburg verspreid voor. Deze kever komt in België alleen in het noorden voor en is zeldzaam. Een voorbeeld van een wijd verspreide en zeer algemene soort is de gewone oeverloopkever (Elaphrus riparius). Deze oeverloopkever is in heel Nederland zeer algemeen te vinden. In België is de soort met name in laaggelegen gebieden te vinden terwijl hij zeldzaam is in de Ardennen.

## Uiterlijke kenmerken

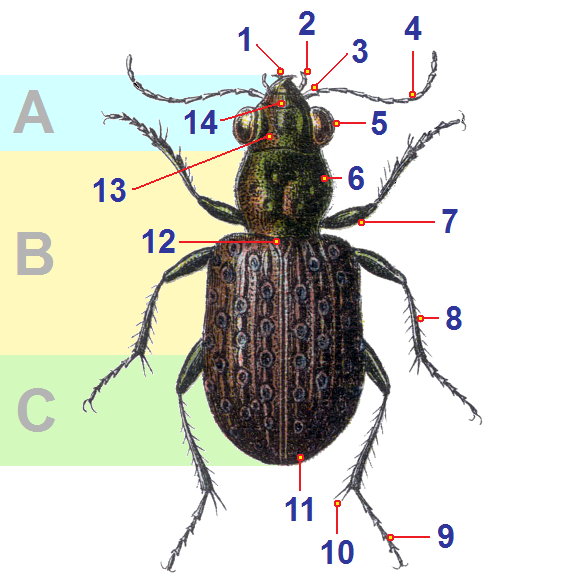
Belangrijkste lichaamsdelen van een oeverloopkever, afgebeeld is de blauwscheenoeverloopkever. Merk op dat de indeling van het lichaam (A, B en C) is gebaseerd op de onderzijde van het lichaam.

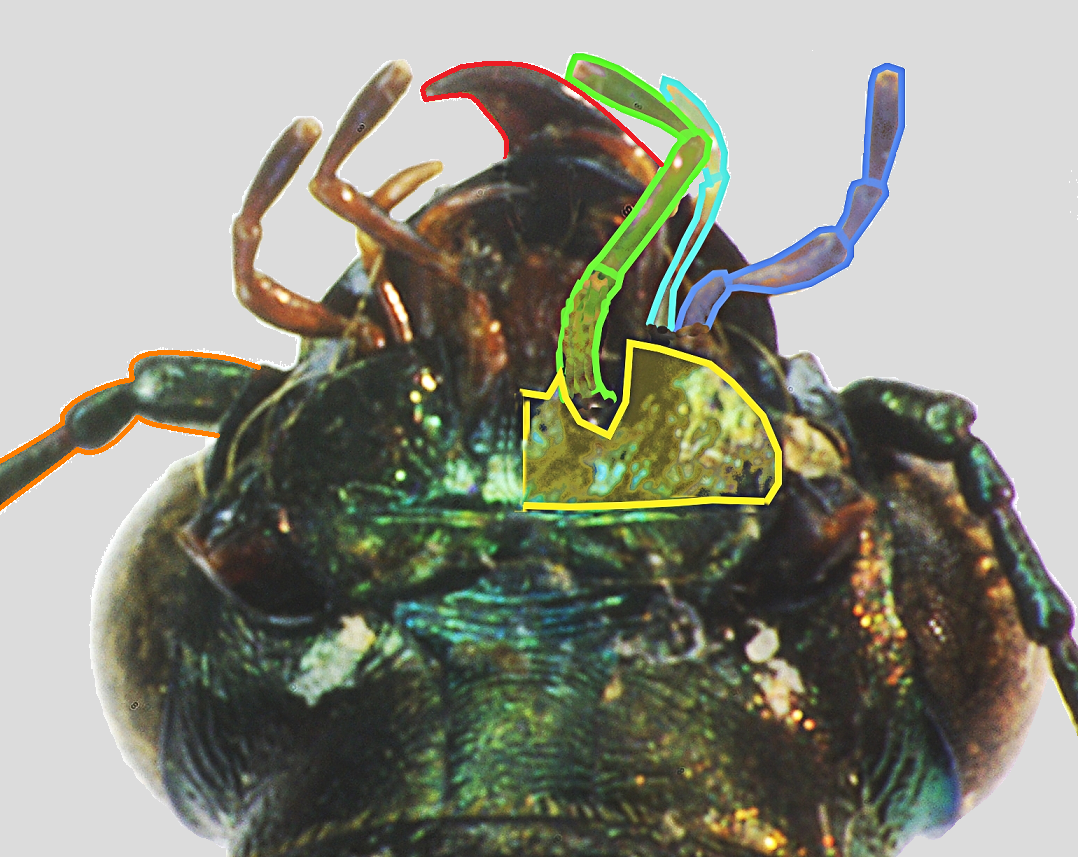
Onderzijde van de kop van de koperkleurige oeverloopkever.

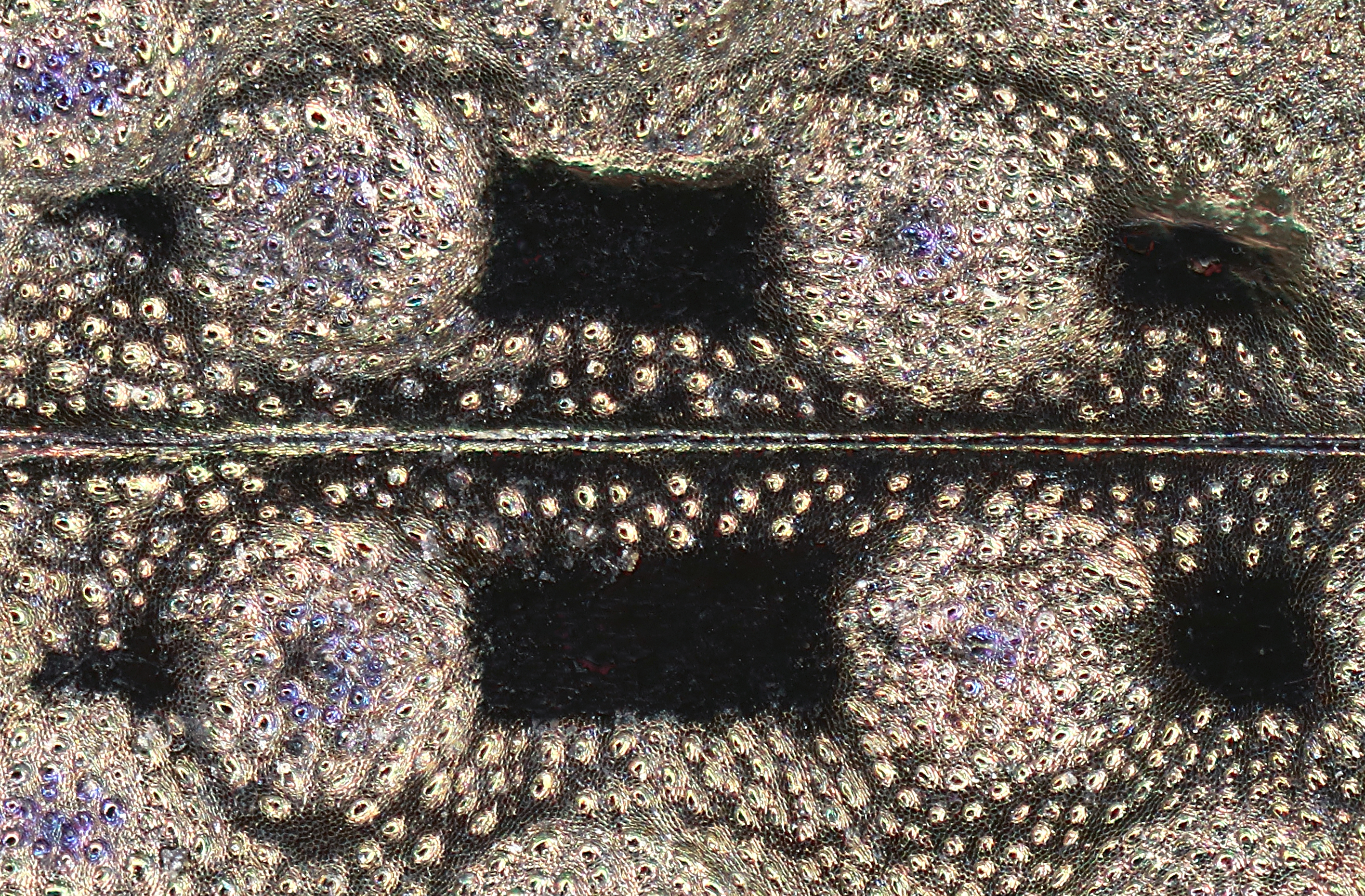
Detail van de dekschilden van de soort Elaphrus aureus.

Overloopkevers blijven vrij klein: de meeste soorten bereiken een lichaamslengte van ongeveer zes millimeter tot één centimeter. De lichaamsbouw lijkt sterk op die van de zandloopkevers uit het geslacht Cicindela. De oeverloopkevers zijn echter in één oogopslag te herkennen aan de opvallende, gekleurde putjes op het oppervlak van de dekschilden.

### Kop
De kop is duidelijk te onderscheiden van de rest van het lichaam. De kop is smaller dan het borststuk maar is te herkennen aan de zeer grote, bolle ogen die duidelijk uitsteken aan weerszijden van de kop. De ogen bestaan uit vele kleine suboogjes die de ommatidia worden genoemd. Het geheel wordt aangeduid als facetoog.
Hoewel oeverloopkevers uiterlijk veel lijken op zandloopkevers zijn de kaken duidelijk kleiner en niet zo sterk sikkelvormig. De kaken worden mandibels genoemd. Ze zijn duidelijk te zien aan de voorzijde van de kop. De mandibels zijn niet geleed en bestaan uit een enkel deel.
De kevers hebben daarnaast gelede uitsteeksels aan de kop rond de kaken die de palpen worden genoemd en een zintuiglijke functie hebben. De palpen zijn wel geleed en proeven het voedsel en manoeuvreren het in de mondopening zodat het door de mandibels kan worden vermalen. De kop draagt drie paar palpen, twee paar aan de bovenzijde en een enkel paar aan de onderzijde van de kop. De buitenste palpen van bovenste paar zijn bij de oeverloopkevers het beste zichtbaar omdat deze palpen langer zijn. De twee bovenste palpenparen zijn gelegen aan de bovenkaak en worden de maxillaire palpen genoemd. De palpen aan de onderzijde van de kop worden de labiale palpen genoemd.

### Borststuk
Het borststuk of thorax bestaat zoals bij alle insecten uit drie delen. Het borststuk draagt twee paar vleugels aan de bovenzijde en drie paar poten aan de onderzijde. Aan ieder segment is aan de onderzijde een paar poten gehecht en de vleugels zijn op het tweede en derde thoraxsegment gepositioneerd, gezien vanaf de kop.
Oeverloopkevers bezitten lange poten waarmee ze snel kunnen lopen. De poten zijn voorzien van kleine sporen, dit zijn stekelachtige uitsteeksels aan de gewrichten van de poten. Deze sporen komen steeds paarsgewijs voor en zijn altijd tussen de tibia en de tarsus gepositioneerd.
Net als bij andere kevers draagt de bovenzijde van het borststuk de vleugels. Het voorste paar is bij de kevers verhard en deze vleugels worden de voorvleugels of dekschilden genoemd. Het achterste paar is dun en vliezig en kan soms gebruikt worden om mee te vliegen.
Oeverloopkevers zijn gemakkelijk te herkennen aan de textuur op de voorvleugels of dekschilden. De dekschilden zijn bij vrijwel alle andere loopkevers gegroefd of juist glad of voorzien van een ketting-achtig motief. De dekschilden van de oeverloopkevers hebben daarentegen regelmatige putjes, die vaak een afwijkende kleur vertonen zoals groen of blauw. Bij veel soorten komt deze afwijkende kleur door irisatie. Met enige fantasie lijken deze structuren op ingelegde juwelen.
Sommige soorten hebben een enigszins afwijkend patroon op de dekschilden maar zijn hieraan ook goed te herkennen. Een voorbeeld is de Amerikaanse soort Elaphrus viridis. Deze kever heeft geen kleine putjes maar juist bultjes op de dekschilden die zwart van kleur zijn op een groene achtergrond met bruine lengtestrepen. Deze complexe tekening zorgt voor een effectieve camouflage tussen de kleine plantjes die op de bodem groeien. De kever is in 1878 al voor het eerst ontdekt maar werd pas in de jaren zeventig van de vorige eeuw weer aangetroffen, mogelijk door zijn uitstekende camouflage.
Sommige overloopkevers kunnen vliegen met hun vliezige achtervleugels. Er zijn bij een aantal soorten zowel langvleugelige als kortvleugelige exemplaren bekend. Bij de soort Elaphrus angusticollis komen beide vormen voor. De kortvleugelige exemplaren worden brachypteer genoemd (van brachy-ptera; letterlijk vertaald: korte vleugel) en bezitten slechts vleugelstompjes. Dergelijke soorten kunnen enkel lopen en zijn niet in staat om te vliegen.
Exemplaren die langere vleugels hebben worden macropteer (macro-ptera; grote vleugel) genoemd en kunnen meestal vliegen. Toch bestaan er macroptere soorten die door hun onderontwikkelde vleugelspieren niet kunnen vliegen, zoals de soort Elaphrus aureus. Een dergelijke variatie in vleugelvorm en vleugelspieren binnen een soort komt ook voor bij andere loopkevers en daarnaast bij geheel andere ordes van insecten zoals de rechtvleugeligen.

### Achterlijf
Het achterlijf wordt aan de bovenzijde volledig aan het oog onttrokken door de dekvleugels aan de bovenzijde en is hierdoor alleen vanaf de onderkant te zien. Het achterlijf wordt beschermd door chitineuze platen. Die aan de bovenzijde worden tergieten genoemd en die aan de onderzijde worden aangeduid met sternieten.
Het achterlijf van de oeverloopkevers is ovaal van vorm. De onderzijde heeft vaak een lichtere kleur dan de bovenzijde van de kever. Putjes zoals die voorkomen op de dekschilden ontbreken. Het achterlijf bevat de belangrijkste organen zoals het spijsverteringskanaal, het ademhalingsapparaat en de geslachtsorganen.
Het eerste segment van het achterlijf ligt boven het achterste deel van het borststuk boven het achterste paar poten. De twee bobbelachtige structuren aan het eerste achterlijfssegment zijn in feite delen van de poot en meer specifiek de metatrochanters.

## Levenswijze

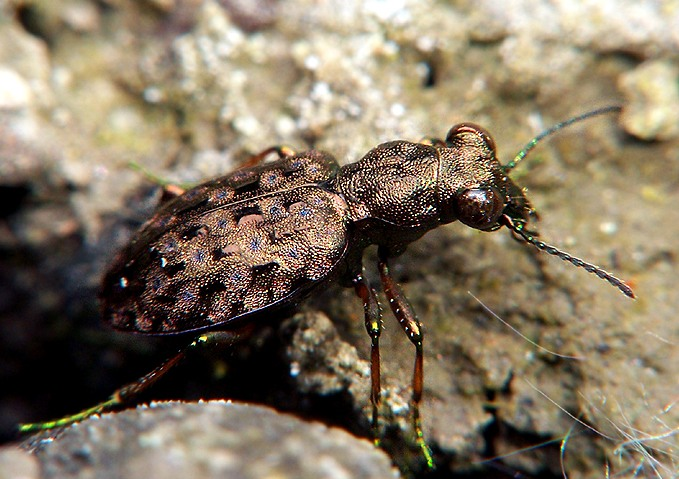
Koperkleurige oeverloopkever (Elaphrus cupreus). Exemplaar uit Trzciana, Polen.

Oeverlopers zijn altijd overdag actief en ze zijn allemaal sterk heliofiel. Dit betekent dat ze graag zonnebaden en als de kevers zijn opgewarmd door de zon zijn ze zeer snel. Dit is een overeenkomst met de zandloopkevers. In beboste omgevingen komen de kevers dan ook minder vaak voor omdat hier veel plaatsen beschaduwd worden door de vegetatie.
Oeverloopkevers zijn met name bij zonnig weer erg actief. Ze jagen op het zicht op prooien wat de relatief grote ogen verklaart. Bij de insecten zijn zichtjagers een zeldzaamheid; de meeste insecten gaan af op de geuren van een mogelijke voedselbron. Oeverloopkevers gebruiken hun vleugels niet tijdens het jagen op prooien zoals van andere loopkevers bekend is, maar gaan deze rennend achterna. Uit onderzoek blijkt dat de koperkleurige oeverloopkever beter kan zien bij een zwak licht in vergelijking met andere soorten zoals de gewone oeverloopkever.
De vleugels worden bij veel soorten gebruikt om een gedegenereerd leefgebied te verlaten, op zoek naar een geschikt habitat. Oeverloopkevers die veel vliegen staan bekend als snelle kolonisators. Soorten die niet kunnen vliegen daarentegen verspreiden zich vaak zeer langzaam.
Oeverloopkevers houden zich 's nachts schuil onder objecten zoals stenen. De kevers verdedigen hun territorium en mogelijke voedselbronnen door agressief gedrag te vertonen naar soortgenoten. De kevers mijden droogte: als in de zomer een poel opdroogt moeten ze schuilen. Van de soort Elaphrus viridis uit de Verenigde Staten is bekend dat de dieren zich in de bodem van moerassen in Californië ingraven en hier wachten op vochtigere omstandigheden.
De kevers scheiden een smerig ruikende vloeistof af als ze worden belaagd. Ze kunnen eveneens ter verdediging geluiden maken die dienen om af te schrikken. Het geluid wordt geproduceerd door de borstels aan de bovenzijde van de achterlijfssegmenten langs de randen van de dekschilden te strijken. Deze vorm van geluiden maken wordt wel stridulatie genoemd.

### Voortplanting en ontwikkeling
Oeverloopkevers zijn net als andere kevers eierleggend. Het vrouwtje zet haar eitjes vaak af in het substraat. Van sommige soorten is bekend dat ze de eieren in open, onbegroeide biotopen afzetten; andere soorten zetten de eieren af in meer begroeide delen van de leefomgeving.
De eieren komen na enige tijd uit waarbij de larven verschijnen.

### Larve

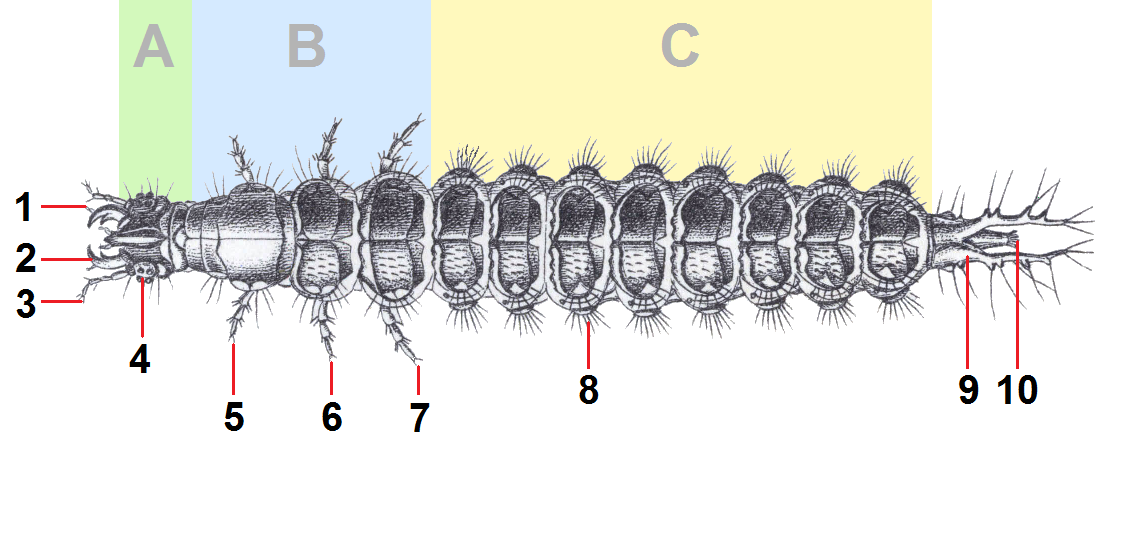
Lichaamsdelen van de larve van de koperkleurige oeverloopkever.
----

De larven leven net als de volwassen kevers van kleine diertjes; de larven leven in de strooisellaag. Ze sporen hun prooien niet visueel op zoals de volwassen kevers want hun ogen zijn slecht ontwikkeld. De larven gaan af op de tast en de geur om prooidiertjes op te sporen waarbij ze respectievelijk de tasthaartjes op het lichaam en de palpen aan de kop gebruiken.
De larve is langwerpig van vorm en lijkt meer op een worm dan op een kever. De larven zijn vaak donker tot zwart van kleur. Ze hebben een duidelijk te onderscheiden, brede kop met duidelijk zichtbare kaken. De facetogen zijn nog niet ontwikkeld; de larven hebben verspreide individuele oogjes aan de voorzijde van de kop. Deze worden de stemmata genoemd. De oogjes zijn primitief en kunnen geen scherpe beelden vormen maar alleen lichtverschuivingen waarnemen. De larven hebben net als de volwassen kevers al een in drieën verdeeld borststuk en elk deel draagt aan de onderzijde een paar kleine pootjes. Het zeer langwerpige achterlijf bestaat uit acht segmenten die voorzien zijn van verharde platen aan zowel de buik- als de rugzijde (respectievelijk de sternieten en tergieten). Aan weerszijden van de achterlijfssegmenten is een borstelige structuur aanwezig die een zintuiglijke functie heeft.
De ontwikkelingscyclus van de larven verschilt per soort. De larve van de koperkleurige oeverloopkever verpopt aan het eind van de zomer en brengt de winter onder de grond door als pop. De larve van de blauwscheenoeverloopkever overwintert in het larvale stadium en verpopt pas in het volgende jaar.
De larve graaft zich voor de verpopping in tot een diepte van enkele centimeters in de grond. De pop heeft langwerpige haarachtige uitsteeksels aan de dorsale (rug)zijde, die lijken op een soort kussen waarop de pop rust.
Ook de volwassen kevers overwinteren. Vroeger werd wel gedacht dat ze al vliegend een overwinteringsplaats uitzochten die ver verwijderd was van het water. Uit meer recent onderzoek blijkt dat de kevers droge grond opzoeken buiten de overstromingsmarges van het water maar relatief dicht bij de oever blijven. De kevers graven een holletje van enkele centimeters diep om als winterkwartier te gebruiken.

## Taxonomie en indeling

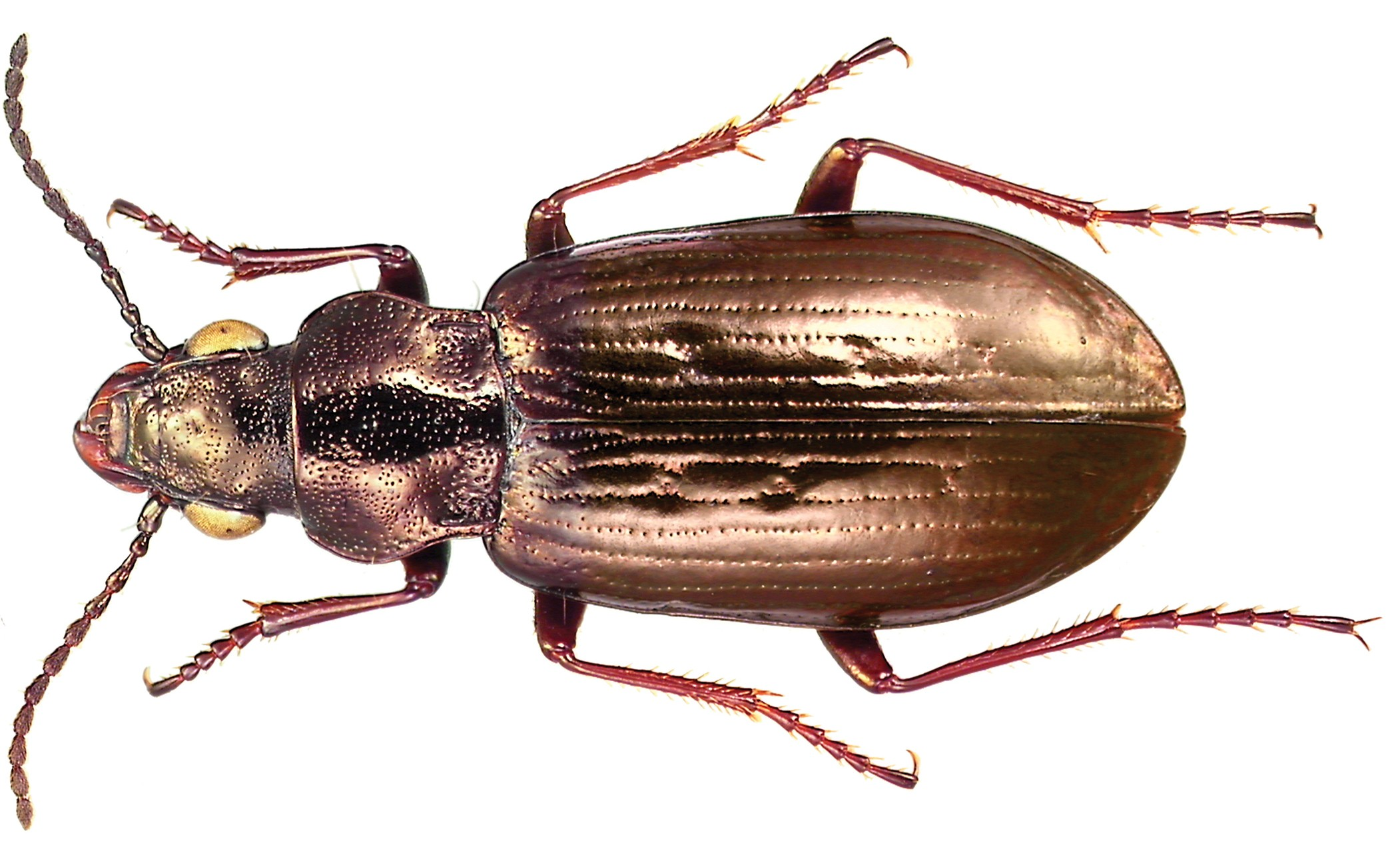
Diacheila arctica.

Oeverloopkevers behoren tot de loopkevers (Carabidae) en hebben ook een typisch loopkever-achtige lichaamsbouw. Alle soorten behoren tot de onderfamilie Elaphrinae. De verschillende soorten zijn verdeeld in vijf ondergeslachten. In de literatuur is een dergelijke onderverdeling vaak nog niet gebruikelijk. Twee van deze ondergeslachten; Sinoelaphrus en Arctelaphrus, zijn monotypisch. Dit wil zeggen dat ze slechts door een enkele soort worden vertegenwoordigd. De drie andere ondergeslachten Elaphroterus, Elaphrus en Neoelaphrus worden vertegenwoordigd door respectievelijk vijf, negentien en veertien soorten.
De oeverloopkevers zijn verwant aan de andere geslachten uit de onderfamilie Elaphrinae. De putjes op de dekschilden ontbreken bij deze soorten echter. Vaak hebben de kevers uit andere geslachten wel bultjes of rimpels op de dekschilden. Van de soorten uit het geslacht Blethisa - zoals de gestippelde loopkever (Blethisa multipunctata) - is bekend dat ze sterker zijn aangepast op het leven bij het water. Deze kevers kunnen enige uren onder water blijven zonder de lucht die ze onder hun lichaam vasthouden te verversen. Blethisa multipunctata komt alleen voor in wateren die regelmatig overstromen, in tegenstelling tot de oeverloopkevers.

### Soorten
Het geslacht oeverloopkevers telt veertig soorten en is onderverdeeld in vijf ondergeslachten.
Geslacht  Elaphrus
- Ondergeslacht Elaphrus
  - Elaphrus americanus Dejean, 1831
  - Elaphrus californicus Mannerheim, 1843
  - Elaphrus citharus Goulet and Smetana, 1997
  - Elaphrus comatus Goulet, 1983
  - Elaphrus finitimus Casey, 1920
  - Elaphrus hypocrita Semenov, 1926
  - Elaphrus lecontei Crotch, 1876
  - Elaphrus lheritieri Antoine, 1947
  - Elaphrus marginicollis Goulet, 1983
  - Elaphrus mimus Goulet, 1983
  - Elaphrus parviceps Van Dyke, 1925
  - Elaphrus riparius (Linnaeus, 1758) - Gewone oeverloopkever
  - Elaphrus ruscarius Say, 1834
  - Elaphrus smaragdiceps Semenov, 1889
  - Elaphrus tibetanus Semenov, 1904
  - Elaphrus trossulus Semenov, 1904
  - Elaphrus tuberculatus Maklin, 1878
  - Elaphrus viridis Horn, 1878
  - Elaphrus weissi Dostal, 1996
- Ondergeslacht Arctelaphrus
  - Elaphrus lapponicus Gyllenhal, 1810
- Ondergeslacht Sinoelaphrus
  - Elaphrus angulonotus Shi & Liang, 2008

- Ondergeslacht Elaphroterus
  - Elaphrus angusticollis R. F. Sahlberg, 1844
  - Elaphrus aureus P.W.J. Muller, 1821
  - Elaphrus punctatus Motschulsky, 1844
  - Elaphrus purpurans Hausen, 1891
  - Elaphrus ullrichii W. Redtenbacher, 1842
- Ondergeslacht Neoelaphrus
  - Elaphrus cicatricosus Le Conte, 1848
  - Elaphrus clairvillei Kirby, 1837
  - Elaphrus cupreus Duftschmid, 1812 - Koperkleurige oeverloopkever
  - Elaphrus fuliginosus Say, 1830
  - Elaphrus japonicus Ueno, 1954
  - Elaphrus laevigatus LeConte, 1852
  - Elaphrus lindrothi Goulet, 1983
  - Elaphrus olivaceus LeConte, 1863
  - Elaphrus potanini Semenov, 1889
  - Elaphrus pyrenoeus Motschulsky, 1850
  - Elaphrus sibiricus Motschulsky, 1844
  - Elaphrus splendidus Fischer von Waldheim, 1828
  - Elaphrus sugai Nakane, 1987
  - Elaphrus uliginosus Fabricius, 1792 - Blauwscheenoeverloopkever